# Djakunda
Djakunda (Djakanda, Djaka-nde, Dakundair).- pleme iz Queenslanda u Australiji između gornjeg toka Boyne i Auburna, te na jug do Dividing Range-a. Ovaj narod po jeziku je srodan plemenu Barbaram,  ali izgledom podsjećaju na Barrinean. Bijahu nastanjeni su na području od kojih 6,800 četvornih kilometara (2,600 četvornih milja), koja je dijelom obrasla šumama četinjače Araucaria bidwillii. Vjerojatno su nestali.

## Vanjske poveznice
- Djakunda  Arhivirana inačica izvorne stranice od 28. listopada 2007. (Wayback Machine)